# 突撃戦隊!ラジオ新撰組
突撃戦隊!ラジオ新撰組(とつげきせんたい!らじおしんせんぐみ)は、RKKラジオ(熊本放送)で1998年10月 - 2001年3月にかけ、土曜夕方（JST）に放送されていたラジオ番組（ローカルバラエティ）。ライブカメラによるインターネット放送も行っていた。

## 概要
当時のRKKラジオの夜のワイド番組「おー!わらナイト」から発展したパーソナリティオーディション「パーソナリティになりティ！」がきっかけでパーソナリティデビューしたイズミダタツヤの初のレギュラー番組。当初の女性パーソナリティ・桑原純もRKKラジオ初登場、山崎雄樹にとっても「おー!わらナイト」以外では初のラジオレギュラーであった。
マシンガントークとそこそこ過激な番組内容が特徴であり、「お昼の深夜番組」の異名を持っていた。
番組タイトルは、新撰組に因んだもの。

## 出演者

### 終了時点

#### パーソナリティ
イズミダと田爪は後継番組「土曜だ!!江越だ!?」のリポーター「サタピン隊」として続投。肩書は当時のホームページ に書かれていたもの。
- イズミダタツヤ[5] - 新撰組隊長
- 田爪利佳（2000年1月 - ）[6] - 看板ギャルの「りかっぺ」
- 山崎雄樹（RKKアナウンサー〈当時〉）- 会計係

#### リポーター
突撃隊と称し「突撃リポート 討ち死に御免!」等を担当。後継番組における「サタピン隊」の原型となる。
- かめきち[7]（2000年4月 -）
- 松岡ゆかり

#### その他
- マヒナクワヒビ[8]
  - 「いじめ考えよう」を山崎と共に担当。

### 終了以前に降板した出演者

#### パーソナリティ
- 桑原純（番組開始 - 1999年）- 会計係[10]
  - 婚約に伴い降板。

#### 突撃隊
- チョコ玉たけし（当時福岡吉本所属）

## 放送時間
開始当初は15:30 - 17:29。2000年4月の改編で、「ウィークエンドネットワーク」が短縮された為それを内包化した上で、15:30 - 17:59となり、終了までこの体制となる。

### タイムテーブル
終了時点

#### 15時台
- 15:30

#### 16時台
- 16:00 熊日ニュース
- 16:05 これからのお天気

#### 17時台
- 17:00 熊日ニュース
- 17:25 交通情報
- 17:30 こちら熊日編集局
- 17:45 ウィークエンドネットワーク（TBSラジオ発）
- 17:49頃 いじめ考えよう[12]

## 主なコーナー
- セイユーセイミー君こそ声美人
  - 「美声声優コンテスト」と銘打ち、女性にポエムを読ませていた[13] が、かなりアダルトな内容が多かったという。1999年限りで終了。
- スーパーライトなコピー講座
  - 当時本業はCMプランナー・コピーライター[14] であったイズミダが、リスナーにお題を出し、そのキャッチコピーを募っていた[13]。
- 突撃リポート 討ち死に御免!
- セル･バイ ラジオショッピング
  - 番組パーソナリティの私物（とくに宝物）をオークション形式で販売する[15]。タイトルは「競り」、熊本弁の「～ばい」と「売買」をかけたもの[要出典]。
- 白黒つけまSHOW[16]
  - 2000年開始で後期のメインコーナー。世の中のいろんな「あいまいなもの」にキチッと白黒決着をつけるべく、様々なテーマで意見を募集する。
- マイナーNews しぼってゴックン

## エピソード
- 前述の通り、週替わりで複数のディレクターが担当していた。イズミダタツヤは2015年頃、同局のテレビディレクターに転身していたその中のひとりから、テレビのワイド番組「ウェルカム!」への出演を勧められ[要出典]、イズミダはその縁から「ウェルカム!」と実質上の後継番組「夕方LIVE ゲツキン!」、併せて約5年間テレビ番組にレギュラー出演していた。
- 余談ではあるが、この番組の2代目女性パーソナリティで後継番組の「サタピン隊」に続投した田爪も、桑原と同じ様に結婚を機にして降板、「サタピン隊」における田爪の後継のYui[17] も妊娠をきっかけに降板しているため、イズミダが自らを「RKKのおめでた野郎」[18] と称したこともある。